# Fitzgerald, Georgia
Fitzgerald är en stad (city) i Ben Hill County, och  Irwin County, i delstaten Georgia, USA. Enligt United States Census Bureau har staden en folkmängd på 9 075 invånare (2011) och en landarea på 22,9 km². Fitzgerald är huvudort i Ben Hill County.